# Liste der Bodendenkmäler in Erftstadt
Die folgende Liste enthält die in der Denkmalliste ausgewiesenen Bodendenkmäler auf dem Gebiet der Stadt Erftstadt, Rhein-Erft-Kreis, Nordrhein-Westfalen (Stand: Juni 2024).
Hinweis: Die Reihenfolge der Denkmäler in dieser Liste entspricht der offiziellen Liste und ist nach Bezeichnung, Ortsteilen und Straßen sortierbar.
| Objekt Nr. | Stadtteil   | Straße                                        | Bezeichnung | Bild                                                         |
| ---------- | ----------- | --------------------------------------------- | --- | ------------------------------------------------------------ |
| 001        | Lechenich   | Schlossstraße 18                              | Landesburg Lechenich, 14. Jahrhundert                                                                                |                                                              |
| 002        | Lechenich   | Schlossstraße 18                              | Schlosspark und Schanze, 1646                                                                                        |                                                              |
| 003        | Friesheim   | Graf-Emundus-Straße 46                        | 1-geschossiges Fachwerk-Backsteinhaus / Weißer Hof, Ende 19. Jahrhundert                                             |                                                              |
| 004        | Bliesheim   | Kallenhofstraße 6                             | Hofwüstung, 1869 |                                                              |
| 005        | Friesheim   | Weilerswister Straße 19                       | Mühle (ehemalige Burgmühle), 18. Jahrhundert                                                                         |                                                              |
| 006        | Blessem     | Radmacherstraße 9                             | Burganlage. Von der ehemaligen Wasserburg ist das Burghaus zerstört, die trockengelegten Wassergräben sind erhalten. |                                                              |
| 007        | Friesheim   | Niederweg 64–66                               | Burganlage Wasserburg Redinghoven                                                                                    |                                                              |
| 007        | Friesheim   | Niederweg 64 / Abzweigung                     | Heiliger Johannes von Nepomuk, 18. Jahrhundert                                                                       |                                                              |
| 008        | Friesheim   | Talstraße 2                                   | Ehemalige Krahesburg, Ende 19. Jahrhundert                                                                           |                                                              |
| 009        | Borr        | Lichtstraße 1                                 | Romanischer Kirchenbau St. Martinus mit überkommenen Bauteilen aus dem 11. Jahrhundert                               |                                                              |
| 010        | Niederberg  | Bleistraße 36                                 | Alte Pfarrkirche Niederberg, 11. Jahrhundert                                                                         |                                                              |
| 011        | Friesheim   | Hubert-Vilz-Platz 11                          | Pfarrkirche St. Martin                                                                                               |                                                              |
| 012        | Erp         | Hochstraße 14                                 | Backsteinhaus, um 1900                                                                                               |                                                              |
| 013        | Friesheim   | Graf-Emundus-Straße / Christian-Dahmen-Straße | Effertsburg/Burgwüstung                                                                                              |                                                              |
| 014        | Kierdorf    | Martinusplatz 11                              | Kirche St Martinus mit romanischem Turm der zweiten Hälfte des 12. Jahrhunderts / 1847                               |                                                              |
| 015        | Dirmerzheim | Landstraße 77                                 | Pfarrkirche St. Remigius, Anfang 11. Jahrhundert, 1778, 1958/60                                                      |                                                              |
| 015        | Dirmerzheim | Landstraße 79                                 | Ehemaliges Pfarrhaus, 1809                                                                                           |                                                              |
| 016        | Friesheim   | Weilerswister Straße                          | Kriegerdenkmal / Grabenrechteck                                                                                      |                                                              |
| 017        | Friesheim   | Hoverhof                                      | Wüstung |                                                              |
| 018        | Dirmerzheim | Tilmannsweg 1                                 | Tillmanshof, 1700 |                                                              |
| 019        | Frauenthal  | Münchweg 3                                    | Kapelle / Kloster Frauenthal                                                                                         |                                                              |
| 020        | Bliesheim   | Frankenstraße 11                              | Ehemaliger Fronhof, Haupthaus, 1733                                                                                  |                                                              |
| 021        | Bliesheim   | Haus Buschfeld 26                             | Buschfelder Mühle, 16. Jh., 1780                                                                                     |                                                              |
| 022        | Niederberg  | Hahnshof / Niederberger Bach                  | Wüstung |                                                              |
| 023        | Friesheim   | Talstraße / Rotbach                           | Grabenrechteck |                                                              |
| 024        | Niederberg  | Bleistraße 8                                  | Burg Niederberg, Wasserburg 12./14. Jahrhundert                                                                      |                                                              |
| 025        | Lechenich   | Bonner Straße 30                              | Bonner Tor / Stadtgraben und -befestigung, 17. Jahrhundert                                                           |                                                              |
| 025        | Lechenich   | Auf dem Graben 16                             | Mittelalterliche Stadtbefestigung und -graben gegenüber der Oebelsmühle                                              |                                                              |
| 025        | Lechenich   | Klosterstraße 24b                             | Rest der Stadtmauer, 13./14. Jahrhundert                                                                             |                                                              |
| 025        | Lechenich   | Klosterstraße 24c                             | Rest der Stadtmauer, 13./14. Jahrhundert                                                                             |                                                              |
| 025        | Lechenich   | Klosterstraße 24d                             | Rest der Stadtmauer, 13./14. Jahrhundert                                                                             |                                                              |
| 025        | Lechenich   | Klosterstraße 24e                             | Rest der Stadtmauer, 13./14. Jahrhundert                                                                             |                                                              |
| 025        | Lechenich   | Klosterstraße 24f                             | Rest der Stadtmauer, 13./14. Jahrhundert                                                                             |                                                              |
| 025        | Lechenich   | Klosterstraße 24g                             | Rest der Stadtmauer, 13./14. Jahrhundert                                                                             |                                                              |
| 025        | Lechenich   | Klosterstraße/Anliegerweg                     | Rest der Stadtmauer und -graben, 13./14. Jahrhundert                                                                 |                                                              |
| 025        | Lechenich   | Klosterstraße 24                              | Rest der Stadtmauer, 13./14. Jahrhundert                                                                             |                                                              |
| 025        | Lechenich   | Klosterstraße 24a                             | Rest der Stadtmauer, 13./14. Jahrhundert                                                                             |                                                              |
| 025        | Lechenich   | Zehntwall bei Hausnummer 79                   | Restteilstück der Stadtmauer, 14. Jahrhundert                                                                        |                                                              |
| 025        | Lechenich   | Stadtgebiet Lechenich                         | Mittelalterliche Stadtbefestigung und Stadtgraben, Reste der Stadtmauer, 13./14. Jahrhundert                         |                                                              |
| 025        | Lechenich   | Klosterstraße 16                              | Stadtgraben und Stadtbefestigung, 18. Jahrhundert                                                                    |                                                              |
| 025        | Lechenich   | Zehntwall 31                                  | 2-geschossiges Fachwerkhaus, Anfang 19. Jahrhundert / Stadtbefestigung                                               |                                                              |
| 025        | Lechenich   | Zehntwall 1                                   | 2-geschossiges Wohnhaus, 1. Hälfte 19. Jahrhundert / Stadtbefestigung                                                |                                                              |
| 025        | Lechenich   | Herriger Straße 9                             | Ehemaliges Feuerwehrgerätehaus                                                                                       |                                                              |
| 025        | Lechenich   | Steinstraße 2                                 | Stadtgraben und -befestigung                                                                                         |                                                              |
| 025        | Lechenich   | Klosterstraße 20                              | Teil des Klosters, 18. Jahrhundert                                                                                   |                                                              |
| 025        | Lechenich   | Klosterstraße 26                              | Rest der Stadtmauer, 13./14. Jahrhundert                                                                             |                                                              |
| 025        | Lechenich   | Schloßwall 29                                 | Fachwerkhaus |                                                              |
| 025        | Lechenich   | Herriger Straße 3                             | 3-geschossiges Backsteingebäude, 1902                                                                                |                                                              |
| 025        | Lechenich   | Klosterstraße 18                              | Rest der Stadtmauer, 13./14. Jahrhundert                                                                             |                                                              |
| 025        | Lechenich   | Steinstraße 16                                | Stadtgraben und -befestigung, 13./14. Jahrhundert                                                                    |                                                              |
| 025        | Lechenich   | Steinstraße 14                                | Teilstück der Stadtmauer / Stadtgraben und -befestigung, 13./14. Jahrhundert                                         |                                                              |
| 025        | Lechenich   | Schloßwall bei Hausnummer 26                  | Reste der Stadtmauer, Stadtbefestigung                                                                               |                                                              |
| 025        | Lechenich   | Zehntwall 17                                  | Stadtbefestigung |                                                              |
| 025        | Lechenich   | Schloßwall 51                                 | 2-geschossiges Fachwerkhaus, 1. Hälfte 19. Jahrhundert                                                               |                                                              |
| 026        | Bliesheim   | Merowingerstraße 1                            | Haus Buschfeld: Herrenhaus und 2-teilige Burganlage, 16. Jahrhundert                                                 |                                                              |
| 027        | Bliesheim   | Frankenstraße                                 | Kirchenwüstung |                                                              |
| 028        | Liblar      | Fritz-Erler-Straße 1                          | Schloss Gracht, 1658, 1854                                                                                           |                                                              |
| 029        | Friesheim   | Weilerswister Straße 21                       | Burganlage, Vorburg der Weißen Burg                                                                                  |                                                              |
| 030        | Borr        | Vonnesstraße 27                               | Pfarrhaus, Kindergarten, Befestigte Hofanlage, 1854                                                                  |                                                              |
| 031        | Friesheim   | Graf-Emundus-Straße / Talstraße               | Wymersburg / Burgwüstung                                                                                             |                                                              |
| 032        | Lechenich   | Herriger Straße 27                            | Motte, Alte Burg |                                                              |
| 033        | Konradsheim | Frenzenstraße 146                             | Vorburg Burg Konradsheim, Hofanlage, 1886                                                                            |                                                              |
| 033        | Konradsheim | Frenzenstraße 148                             | Burganlage Burg Konradsheim, Wasserburg, 1337                                                                        |                                                              |
| 034        | Gymnich     | Balkhausener Straße 2                         | Burganlage Schloss Gymnich, 1547, 1722                                                                               |                                                              |
| 035        | Frauenthal  | Buschfelder Weg „Im Frauenthal“               | römischer Gutshof |                                                              |
| 036        | Dirmerzheim | An der A 61 / L 495, „Faule Erde“             | Villa rustica |                                                              |
| 037        | Erp         | „Auf der Waschmaar“                           | Jüdischer Friedhof / Galgenplatz                                                                                     |                                                              |
| 038        | Borr        | Römerstraße                                   | Straßendamm |                                                              |
| 039        | Friesheim   | Römerstraße                                   | Straßendamm | Trasse der ehemaligen Römerstraße zwischen Erp und Friesheim |
| 040        | Lechenich   | Römerstraße                                   | Straßendamm |                                                              |
| 041        | Borr        | „Am Kreuzberg“                                | Reihengräberfeld |                                                              |
| 042        | Friesheim   | „Am Borrer Weg“                               | Kreisgraben Gräberfeld                                                                                               |                                                              |
| 043        | Bliesheim   | hinter Grundstück Heerstraße 30               | Liblarer Mühlengraben (Teilstück)                                                                                    |                                                              |

## Belege
1. 1 2  Denkmalliste der Stadt Erftstadt, übermittelt durch die Untere Denkmalbehörde Erftstadt